# سگاچاما
سگاچاما (به لاتین: Segachama) یک منطقهٔ مسکونی در روسیه است که در استان آمور واقع شده‌است.